# Al-Kawm, Syria
Al-Kawm (tiếng Ả Rập: الكوم; cũng đánh vần, el-Kowm) là một ngôi làng trong ốc đảo al-Kowm ở miền trung Syria phía bắc al-Sukhnah và phía nam Raqqa. Ốc đảo cũng chứa một loạt các địa điểm khảo cổ quan trọng, được gọi là El Kowm. Năm 2004, làng có dân số 1.771 người. Trong cuộc Nội chiến Syria, ISIS chủ yếu kiểm soát thị trấn này cho đến khi SAA chiếm được nó vào ngày 14 tháng 8 năm 2017.